# Amtsbezirk Wiesby
Der Amtsbezirk Wiesby war ein Amtsbezirk im Kreis Tondern in der Provinz Schleswig-Holstein.
Der Amtsbezirk wurde 1889 gebildet und umfasste die vier Gemeinden Dahler, Gjerrup, Osterby und Wiesby. 1920 wurde der Amtsbezirk aufgelöst und die Gemeinden aufgrund der Volksabstimmung in Schleswig an Dänemark abgetreten.